# هامبارتسوم ترتریان
هامبارتسوم ترتریان (ارمنی: Համբարձում Տերտերյան؛ ۱۸۸۴ – ۱۹۵۵) سیاست‌مدار اهل ارمنستان بود. در سال ۱۹۲۰ میلادی وزیر تأمین اجتماعی اولین جمهوری ارمنستان بود. وی عضو حزب فدراسیون انقلابی ارمنی بود.

## زندگی‌نامه
وی در ۱۸۸۴ در ناخیجوان-نا-دونو به دنیا آمد و در در ۱۹۵۵ سن ۷۱ سالگی درگذشت.

## یادداشت
1. ↑  Ministers of Social Protection of the First Republic of Armenia